# Centro Intercultural de Documentación

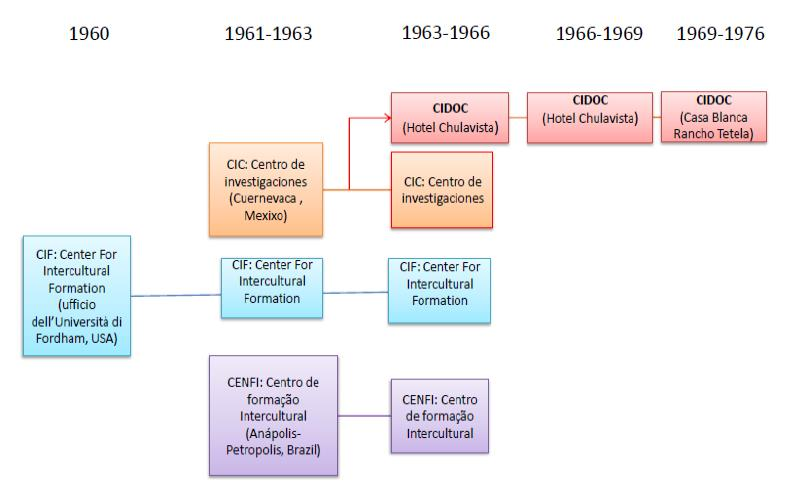
scheda presente in M. Esposito, Ivan Illich; l'implicito pedagogico. La filosofia del limite come modello di educazione ambientale, Youcanprint, 2016.

Il Centro Intercultural de Documentación (CIDOC) è stato un centro di documentazione gestito da Ivan Illich e Valentina Borremans in Messico e in Brasile, rimasto attivo dal 1963 al 1976, ospitando molti pensatori appartenenti alle correnti filosofiche, pedagogiche e politiche più innovative.
Il centro faceva parte di una rete ampia di centri latinoamericani messi su in quegli anni a seguito degli eventi storici ed i cambiamenti interni alla Chiesa cattolica. 
Il primo centro ad essere fondato fu il Center of Intercultural Formation (CIF) di New York; il centro era legalmente costituito come patrimonio autonomo dipendente dall'Università di Fordham. Lo scopo dichiarato del centro era quello di "sviluppare l'abilità di percepire il significato delle cose nelle persone provenienti da culture diverse da parte dei lavoratori sociali, religiosi o maestri dei portoricani nei centri urbani newyorkesi".
Parallelamente, seguendo le correnti dissidenti interne alla Chiesa, Illich si impegnò con un gruppo di collaboratori nell'apertura di due centri che potessero attrarre sia il personale laico sia quello religioso coinvolto nel progetto di Papa Giovanni XXIII di inviare il 10% del personale religioso per contrastare l'esplosione demografica latinoamericana e le organizzazioni dei vescovi "rossi". 
Vennero progettati due istituti di formazione in cui apprendere lo spagnolo o il portoghese, le due lingue prevalenti in America Latina: il CENFI (Centro de Formação Intercultural) e il CIC (Centro de Investigaciones Cultural).
Il CENFI venne istituito in Anápolis (Goiás, Brasile) nel 1961 e costituì legalmente un'associazione civile. Entrò in funzione solo nel 1962 e venne trasferito successivamente a Petrópolis nello Stato di Rio. Nel CENFI i periodi di formazione duravano 18 settimane e i corsi erano diretti da religiosi, laici o sacerdoti. La matricola costava 250 dollari a cui si aggiungono 540 dollari per l'alloggio e i materiali didattici. Il programma era articolato in quattro blocchi: apprendimento base della lingua portoghese; studio approfondito della lingua portoghese; studio della cultura e della tradizione; aspetti teologici del Concilio Vaticano II.
Il CIC venne istituito, sempre nel 1961, a Cuernevaca (Messico). La sede dove si svolgevano le lezioni fu l'hotel Chulavista, un antico hotel dove gli studenti avevano a disposizione stanze e grandi saloni per incontri e seminari. Il sabato tutti i presenti si riunivano per organizzare le attività del pranzo e gli orari degli incontri settimanali. In una delle sale fu allestita una cappella nella quale si celebra la messa il venerdì. Oltre alle attività legate all'apprendimento della lingua spagnola, si organizzano attività parallele ai corsi in cui si trattavano particolari temi proposti dai partecipanti. Fin dall'inizio delle attività si pubblicarono dei bollettini informativi periodici, i CIF Report, nei quali si socializzavano le conclusioni dei dibattiti e le nuove proposte di investigazione.
Il CIDOC nacque inizialmente come struttura interna al CIC, si trattava di un centro di documentazione che aveva lo scopo di diffondere i temi riferiti ai cambiamenti sociali avvenuti in America Latina discussi nei vari centri di formazione. Non costituiva un'iniziativa isolata, piuttosto come l'ultimo luogo istituzionale nel quale Illich si proponeva di sperimentare un tipo di educazione autogestita.
Illich scelse il Messico come sede del CIDOC per la presenza del vescovo Mendez Arceo che fece di Cuernevaca il centro della rivoluzione promossa dalla Chiesa cattolica; non meno importanti erano gli splendidi paesaggi capaci di attrarre i nordamericani. Il CIF riuscì a garantire una prima copertura economica e a mettere a disposizione le sue strutture dell'Hotel Chulavista. In accordo con la legge dello stato messicano, il centro di documentazione costituì legalmente un'‟associazione civile", non era un'università e si rivendica come un "luogo di incontro per umanisti‟.

## Organizzazione del Centro
Il direttivo del centro era formato, tra gli altri, da Manuel Alcalà, ambasciatore UNESCO per il Messico; Michael Maccoby, collaboratrice di Erich Fromm per l'istituto messicano di psicoanalisi; Valentina Borremans, a cui venne affidato l'incarico di segretaria generale. Fin dalla sua fondazione, l'attenzione principale del direttivo fu rivolta soprattutto alla biblioteca che includeva manoscritti e documenti di difficile accesso negli Stati Uniti e in Canada. Le attività che si svolgevano riguardavano principalmente quattro blocchi: documentazione; investigazione; amministrazione e servizi; pubblicazioni. In dettaglio:
La documentazione comprendeva la raccolta di testi, articoli, saggi, riviste e lettere sui temi trattati ai seminari, costituiva il riferimento essenziale per qualsiasi ricerca o proposta di ricerca che viene fatta al centro.
- Il reparto di investigazione organizzava incontri tra gli esperti e promuoveva eventi in cui invitare i principali attori sociali;
- Il dipartimento di amministrazione e servizi manteneva i contatti tra i centri dislocati (CIF, CIC e CENFI) e tra i partecipanti ai seminari, inoltre si occupava delle questioni amministrative e di contattare studiosi o professionisti interessati ai temi;
- Il dipartimento delle pubblicazioni organizzava il materiale da pubblicare prodotto dagli studiosi e di renderlo disponibile per i nuovi visitanti.

Col passare degli anni il CIDOC accolse sempre maggiori studiosi ed arricchì gli esemplari della biblioteca di testi altrimenti inaccessibili. Il centro finì per rappresentare il perno di tutte le attività inglobando al suo interno le lezioni di apprendimento linguistico svolte al CIC. Il direttivo scelse di trasferire il centro nella casa Blanca Rancho Tetela in grado di ospitare un numero maggiore di partecipanti. In questa nuova struttura non furono costruite cappelle, forse perché si voleva dare un carattere laico all'associazione o forse per le difficili controversie nate in questi anni tra Illich e la Chiesa romana.
Può essere che a causa degli avvenimenti interni al Vaticano vennero chiusi anche il CIC e del CENFI nel 1966, se non altro perché i centri non potettero più contare sul sostegno economico delle associazioni religiose che finanziavano molti dei partecipanti ai corsi. In ogni caso, nella nuova installazione della casa Rancho Tetela il centro restava legalmente un'associazione civile il cui obiettivo era la documentazione e l'analisi dell'influenza dell'ideologia sul cambio socio-economico in America Latina. La struttura formativa divisa in quattro dipartimenti venne sostituita con la messa in azione di otto programmi da svolgere nelle molte stanze e salotti della casa blanca.
I primi quattro programmi vennero documentati nelle pubblicazioni periodiche del centro: CIDOC Dossier,CIDOC Sondeos, CIDOC Documenta e CIDOC Fuentes. A questa collezione si sommò una quinta, CIDOC Cuadernos che aveva come obiettivo riprodurre il materiale di lettura e dialogo usato nei seminari e nel quale si ricopiarono le quattro serie di collezioni del CIDOC.
All'atto di chiusura del CIDOC nel 1976 le pubblicazioni raggiunsero un numero complessivo di 300 volumi e una tiratura media di 250 esemplari. In tutto la serie "gialla‟, come viene chiamata la collezione di Cuadernos del centro, contava 200 volumi impressi nel foto-offset ubicato nella cantina della nuova Casa di Rancho Tetela. Lo scopo dell'immenso lavoro di raccolta e stampa diede la possibilità di velocizzare la ricerca degli autori e trovare una maggiore diffusione per i loro lavori.
Il quinto programma prevedeva lo studio delle trasformazioni contemporanee dell'America Latina e si presentava come una serie di corsi facoltativi per gli studenti delle università associate. Il sesto programma venne chiamato Ciclo di Orientamento sull'America Latina e si trattava di un corso, strutturato in conferenze, proiezioni cinematografiche ed eventi culturali, in cui venne analizzato il ruolo della Chiesa cattolica nelle trasformazioni dell'America Latina ed i metodi di indagine. Il settimo programma riguardava la scuola di lingua, che di fatto riprende tutte le attività svolte nel CIC. L'ottavo programma, chiamato Coloquios CIDOC, consisteva nel mettere a disposizione strutture e risorse umane del centro per qualsiasi esperto che avesse voluto affrontare una tematica relazionata al contesto dell'America Latina.
In pochi anni i maggiori esponenti dei movimenti sociali latinoamericani presero parte ai programmi del centro; politici, ricercatori, intellettuali dell'avanguardia e artisti di tutto il mondo frequentarono gli spazi messi a disposizione. Il centro si trasformò in un vero laboratorio politico del tempo e per evitare la caduta in proselitismi, il direttivo mise in chiaro fin dal principio che la politica partitica locale doveva restare fuori dai dibattiti; all'interno del centro l‟incontro doveva avvenire prima di tutto in armonia con i partecipanti.
In generale tutta la prima produzione di Ivan Illich venne scritta tra queste mura. Ad esempio, per il testo La Convivialità, Illich presentò una bozza dal titolo "criteri e metodi di limitazione dei mezzi di produzione‟ e preparò una bibliografia di riferimento per supportare lo studio collettivo. I partecipanti risposero ai bollettini di invito raccolti nei Cif Report e fatti circolare tra gli spazi del centro. Si svolsero poi i seminari in cui vennero commentate le tesi di Illich dagli studenti, il dipartimento delle pubblicazioni prese contatti con le riviste internazionali dove i saggi di Illich e alcuni dei commentari vennero pubblicati singolarmente, poi le risposte critiche date ai saggi sulle riviste vennero studiate dai partecipanti e dai professori al secondo ciclo di seminari. Alcuni dei partecipanti pubblicarono una monografia sul tema e inviarono al CIDOC una copia, la recensione ed alcuni commentari. Tutta la documentazione venne ricopiata nei Cuadernos. A distanza di tempo V. Borremans riportò tutta la letteratura prodotta in risposta alle tesi discusse al CIDOC in un registro: Guide to Tool of Cobviviality ricopiato anche in Special Report.

### Chiusura del centro
Nel 1973 i collaboratori di Illich giunsero alla conclusione che gli obiettivi per i quali era nato il centro (tra i quali depistare le direttive Papali e nordamericane) erano stati raggiunti, per cui pianificarono la chiusura entro il 1976 secondo un piano di risparmio calcolato. Il piano di cessazione attività prevedeva che durante gli anni a seguire fossero soppresse tutte le spese previste per i viaggi e l'acquisizione di nuovo materiale bibliografico e tutti gli incassi entrassero a far parte di un fondo da dividere tra tutti i lavoratori del CIDOC. Le attività cessarono come pianificato con i festeggiamenti del primo aprile 1976.

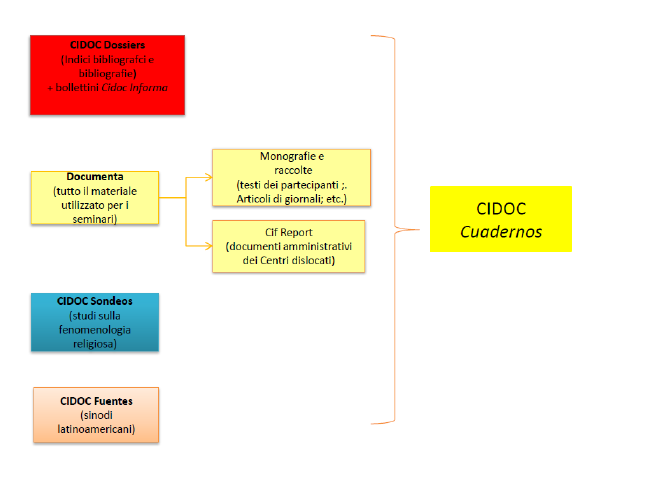